# Брейсгёрдл, Энн
Энн Брейсгёрдл (англ. Anne Bracegirdle, ок. 1671 – 12 сентября 1748) — английская актриса.

## Биография
О первых годах жизни Энн Брейсгёрдл известно немного. Точная дата рождения будущей актрисы является предметом дискуссий, так как в документах имеются разночтения. Дочь Джустиниана Брейсгёрдла, называемого то кучером (coachman), то каретником (coachmaker), и его жены Марты, урождённой Furniss, была крещена в Нортгемптоне 15 ноября 1671 года. Однако на надгробной плите Энн Брейсгёрдл значится, что она умерла 85 лет от роду — это указывает на год рождения 1663.
Вероятно, с ранних лет она воспитывалась актёрами Томасом и Мэри Беттертонами. Предположительно, именно Энн упоминается как «little girl» на афишах Duke’s Company в 1688 году, где играл Томас Беттертон.
Её имя впервые появилось в счетах Лорда-камергера в 1688 году, она значится членом Объединённой компании (к которой к тому времени присоединилась Duke’s Company), а некоторые из её ролей в последующие годы известны благодаря сохранившимся распределениям ролей в пьесах. Энн играла Семернию в пьесе Афры Бен «The Widow Ranter» (1689) роль с переодеванием (breeches parts), исполнением которых она прославилась. В 1690 году Энн исполнила роли леди Анны в шекспировском «Ричарде III» и Дездемоны в «Отелло». Вскоре Брейсгёрдл стала одной из ведущих актрис компании и любимицей публики, судя по тому, как часто ей поручалось декламировать прологи и эпилоги.
После 1705 года серьёзную конкуренцию на лондонской сцене Брейсгёрдл составила Энн Олдфилд. Согласно преданию, зрители должны были определить, которая из двух была лучшей комедийной актрисой по роли миссис Бриттл во «Влюблённой вдове» Беттертона, которую поочередно играли Брейсгёрдл и Олдфилд. Когда публика решила спор в пользу Олдфилд, Брейсгёрдл покинула сцену. После этого Брейсгёрдл лишь один раз появилась на сцене в бенефисе в пользу Беттертонов в 1709 году.
В 1692 году Брейсгёрдл стала невольной причиной гибели актёра Уильяма Монфорта (англ.), которого убили капитан Хилл и лорд Мохун (англ.), считавшие последнего своим соперником. Дружба, а, возможно, и любовь, связывали актрису и драматурга Уильяма Конгрива. По слухам, они даже тайно заключили брак. Тем не менее, заслуженно или нет, но она имела репутацию добродетельной женщины. Именно в качестве таковой Брейсгёрдл получила по подписному листу от лорда Галифакса 800 гиней. Она была известна своей благотворительностью в Клэр-маркет (англ.) и окрестностях Друри-Лейн. Умерла в 1748 году и похоронена в Вестминстерском аббатстве.